# 最後の追跡
『最後の追跡』（原題: Hell or High Water）は、2016年にアメリカ合衆国で製作された犯罪映画である。監督はデヴィッド・マッケンジー、主演はジェフ・ブリッジスが務めた。第89回アカデミー賞では作品賞を含む4部門にノミネートされた。

## ストーリー
テキサス州西部。早朝、ハワード兄弟はテキサス・ミッドランズ銀行の2つの支店に強盗に入った。計画は周到に練られたものだったが、荒々しい気性を持つタナーは慎重さに欠けていた。兄の粗野な振る舞いをトビーは苦々しく見ているのだった。
銀行強盗事件の捜査を命じられたのは、テキサス・レンジャーのマーカスとアルベルトであった。定年退職を間近に控えていたマーカスは、手際よく捜査を進めていった。その頃、タナーは別の銀行を襲っていた。近くのレストランで待機していたトビーと合流し、2人はオクラホマ州にあるカジノへ向かった。奪った金をチップと交換するためである。交換手続きの間、タナーはギャンブルをしていた。こうして、2人は交換した金を「タナーがギャンブルで得た儲け」に見せかけることに成功し、意気揚々と帰路についた。
ハワード兄弟の母親はつい最近亡くなったのだが、一家の農地は彼女が抱えていた借金の担保として、テキサス・ミッドランズ銀行に差し出されていたのである。しかも、数日以内に借金を返済できなければ、農地は差し押さえになってしまうのである。農地に埋蔵されている石油に目を付けていたトビーはどうしても土地を手放すわけにはいかなかった。疎遠になっている息子のために財産を残し、自分とは違う人生を歩ませるためである。2人にとって、テキサス・ミッドランズ銀行を襲うことは正義にかなう行為であり、フロンティア精神の発現でもあった。
マーカスはテキサス・ミッドランズ銀行のとある支店に張り込んでいたが、その店を2人が襲うことはなかった。そんなあるとき、マーカスは2人の行動パターンに気付き、そこから次のターゲットになるであろう支店を予測することに成功した。しかも、借金の返済期限が迫っていたために、ハワード兄弟は客が多い時間に強盗に入らざるを得ない状況にまで追い込まれていた。警備員と銃を持っていた客が銃撃してきたが、2人はなんとかそれを切り抜けることができた。しかし、町の自警団が銃を持ち2人を追い始め、その報せを聞いたマーカスとアルベルトも追跡を開始する。
逃げる際に腹部を撃たれたトビーは、盗み出した現金をタナーから預かりその場を離れる。一方のタナーは追手の目をトビーから引き離すための囮となり、追ってくる者たちに銃を乱射する。その場に駆けつけたマーカスとアルベルトだったが、タナーが放った銃弾によりアルベルトは死亡する。怒りに震えるマーカスはタナーの背後に回り込み、彼を狙撃しアルベルトの仇を討つのだった。
タナーの死亡をニュースで知ったトビーは、一人でテキサス・ミッドランズ銀行へと向かい借金を完済する。農地を守ったトビーは、そこに元妻と息子たちを住まわせ、その農地から出る石油による稼ぎも息子たちに入るようにしていた。そんなある日、マーカスがトビーのもとを訪れる。互いに大切なものを奪われ、相手への殺意に燃える2人は銃を手に緊迫した状況を迎えるが、そこにトビーの息子たちが帰宅してきたためマーカスはその場を立ち去る。マーカスはトビーに対し、互いに一生苦しみを背負っていくことになると声をかけるのだった。

## キャスト
マーカス・ハミルトン
演 - ジェフ・ブリッジス、日本語吹替 - 宝亀克寿
定年間際のテキサス・レンジャー。口が悪く偏屈な人物だが正義感は強く、執念深い捜査でハワード兄弟を追い詰める。
トビー・ハワード
演 - クリス・パイン、日本語吹替 - 阪口周平
とある理由から銀行強盗を働く男。本来は犯罪とは無縁の心優しい人物。以前は天然ガスの会社で掘削の仕事をしていた。
タナー・ハワード
演 - ベン・フォスター、日本語吹替 - 間宮康弘
トビーの兄。トビーと共に銀行強盗を働く。粗暴で暴力的だが弟思いな性格。暴力的だった父親を射殺した過去があり、その後は何度も罪を犯し刑務所に服役していた。
アルベルト・パーカー
演 - ギル・バーミンガム、日本語吹替 - 相沢まさき
テキサス・レンジャー。マーカスの相棒。インディアンとメキシコ人の血を引いており、そのことをマーカスにからかわれている。
デビー・ハワード
演 - マリン・アイアランド
トビーの元妻。彼とは別居中。
ジェニー・アン
演 - ケイティ・ミクソン
タナー兄弟が訪れたレストランのウェイトレス。
エルシー
演 - デイル・ディッキー
テキサス・ミッドランズ銀行の支店に務める女性。
ビリー・レイバーン
演 - ケヴィン・ランキン
タナー兄弟に協力する会計士。
エミリー
演 - メラニー・パパリア（クレジットなし）
カジノでトビーに声をかける娼婦。
ジャスティン・ハワード
演 - ジョン・ポール・ハワード
トビーの長男。
ランディ・ハワード
演 - クリストファー・W・ガルシア
トビーの次男。
カウボーイ
演 - テイラー・シェリダン（カメオ出演）
マーカスに声をかけられるカウボーイ。

## 製作
2012年4月18日、シドニー・キンメル・エンターテインメントはテイラー・シェリダンが執筆した「Comancheria」と題された脚本の映画化権を獲得し、フィルム44と共同で製作を行うとの報道があった。シェリダンの脚本は2012年のブラックリスト (映画化されていない脚本を対象とした人気投票) にランクインしていた。2015年4月2日、ジェフ・ブリッジスが本作の主演を務めると報じられた。また、当初の予定では、ピーター・バーグがメガホンを取る予定だったが、最終的にデヴィッド・マッケンジーが監督に起用されることになった。5月4日、クリス・パインとベン・フォスターの出演が決まった。
2016年5月26日、本作の主要撮影がニューメキシコ州のクローヴィスで始まった。撮影は同州のポーテイルズとトゥクムカリでも行われた。

## 公開
2016年5月16日、本作は第69回カンヌ国際映画祭の「ある視点部門」で上映され、それがプレミアとなった。
日本国内では劇場公開されなかったが、ネットフリックスにより"ネットフリックスオリジナル映画"として配信されている。

## 興行収入
2016年8月12日、本作は全米32館で限定公開され、公開初週末62万ドルを稼ぎ出した。翌週から公開規模が徐々に拡大され、最終的には全米909館で公開されるに至った。

## 評価
本作は批評家から絶賛されている。映画批評集積サイトのRotten Tomatoesには227件のレビューがあり、批評家支持率は98%、平均点は10点満点で8.5点となっている。サイト側による批評家の見解の要約は「『最後の追跡』は手堅い作りと上質な演技によって支えられた西部劇であり、犯罪スリラー映画でもある。ひたすらに銃を撃ち合うのではなく、ペース配分が考え抜かれた物語と内面豊かな登場人物が前面に出ている」となっている。また、Metacriticには47件のレビューがあり、加重平均値は88/100となっている。なお、本作のシネマスコアはA-となっている。
『シカゴ・サンタイムズ』のリチャード・ローパーは本作に4つ星評価で満点となる4つ星を与え、「どんな立場で鑑賞しようとも、『最後の追跡』は非常に美しい映画であり、現実の過酷さを描き出した映画でもあり、悲歌的でもある。映画が終わった瞬間、もう一回見直したいと思える映画だ。」と評している。IGNのサマンサ・ラドウィグは本作に10点満点中9点を与え、「『最後の追跡』を見た者は物語の重厚さに驚き、映像で感動することになる。2016年の夏は良い映画に恵まれなかったが、この作品はそれを埋め合わせるに足る映画である。」と述べている。